# Цесаревна
Цесаревна (рус. цесаревна, од лат. Caesar) била је титула супруге цесаревића (престолонасљедника) у Руској Империји од 1797. године.
Пуна титула је гласила: Њено императорско височанство цесаревна и велика кнегиња (рус. Её Императорское Высочество Цесаревна и Великая Княгиня).

## Историја
Титула цесаревне се појавила у Руској Империји прије него титула цесаревића. Титулу је увео император Петар Велики, дана 23. децембра 1721, а носитељке титуле су биле његове кћерке Ана Петровна, Јелисавета Петровна и Наталија Петровна (ниједна није била насљедник престола). Супруга императора Катарина Алексејевна је добила титулу „императорке или цесареве“ (рус. императрица или цесарева). Од тада је из употребе нестала титула царевне (посљедње царевне су биле кћерке цара Ивана V Алексејевича).
Титула „цесаревне и велике кнегиње“ је по породичном правилнику за чланове Императорског дома (рус. Учреждение о Императорской Фамилии) постала званична титула за супругу цесаревића (престолонасљедника). Кћерке императора су имале титулу „велике кнегињице“ (рус. великая княжна).

## Цесаревне
Једине цесаревне, као кћерке императора сверуског, биле су: Ана Петровна, Јелисавета Петровна и Наталија Петровна. Све су биле кћерке Петра Великог.
Цесаревне, супруге цесаревића:
- Наталија Алексејевна (прва супруга цесаревића Павла Петровича);
- Марија Фјодоровна (друга супруга Павла Петровича);
- Јелисавета Алексејевна (супруга цесаревића Александра Павловича);
- Ана Фјодоровна (супруга цесаревића Константина Павловича);
- Марија Александровна (супруга цесаревића Александра Николајевича);
- Марија Фјодоровна (супруга цесаревића Александра Александровича).

Од руских императорки у 19. вијеку титулу цесаревне није носила Александра Фјодоровна, супруга Николаја I Павловича (јер и сам није имао титулу цесаревића) и Александра Фјодоровна, супруга Николаја II Александровича (јер се оженио након крунисања).